# Flat-Pack Philosophy
Flat-Pack Philosophy è l'ottavo album della punk band Buzzcocks. È stato pubblicato nel 2006.

## Tracklist
1. Flat-Pack Philosophy  – 3:06
2. Wish I Never Loved You – 2:38
3. Sell You Everything – 2:25
4. Reconciliation – 2:57
5. I Don't Exist – 2:20
6. Soul Survivor – 1:41
7. God, What Have I Done – 2:16
8. Credit  – 3:22
9. Big Brother Wheels – 2:39
10. Dreamin' – 2:40
11. Sound of a Gun  – 2:27
12. Look at You Now – 2:16
13. I've Had Enough – 2:29
14. Between Heaven and Hell - 3:16